# Abel-Tasman-Nationalpark
Der Abel Tasman National Park  schützt ein 235,3 km² großes Gebiet an der Nordküste von Neuseelands Südinsel. Er befindet sich am nördlichen Ende einer Hügelkette zwischen den beiden großen Meeresbuchten Golden Bay und Tasman Bay, etwa 70 km von Nelson entfernt.
Die Höhenlage reicht vom Meeresspiegel bis etwa 1150 m.
Der Park kann von Nelson aus über Motueka auf dem SH 60 erreicht werden.

## Flora und Fauna
Der Nationalpark ist berühmt für seine zahlreichen kleinen Buchten mit Sandstränden und türkisfarbenem Wasser und seine Granitklippen. Gleichzeitig sind aber auch mehr als drei Viertel des Nationalparkgebietes bewaldet. Die Tierwelt des Parks wird vor allem durch seine Seevögel geprägt. So sind beispielsweise Weißwangenreiher, Stelzenläufer, Taraseeschwalbe, Tui, Korimakos, Kuckuckskauz und Zwergpinguin heimisch. Über 70 Vogelarten können im Nationalpark gefunden werden.

## Klima
Das Klima ist in der Küstenregion mit 2200 Sonnenstunden pro Jahr mild. In höheren Lagen fallen größere Niederschlagsmengen und die Temperaturen sind niedriger. Die Jahresmitteltemperatur liegt bei 12,5 °C, der jährliche Niederschlag beträgt etwa 1380 mm.

## Geschichte
Im Abel-Tasman-Nationalpark ist stärker als in anderen neuseeländischen Parks neben der Natur auch durch die Geschichte der menschlichen Besiedelung präsent. So siedelten sich entlang dieses Küstenabschnitts vor mindestens 500 Jahren die ersten Māori an. 1642 erreichte der niederländische Seefahrer Abel Tasman als erster Europäer Neuseeland und ging hier vor Anker. Ab etwa 1855 setzte in der Region die Besiedlung durch weiße Einwanderer ein, die Holz schlugen und durch Brandrodung Ackerflächen zu gewinnen versuchten. Außerdem wurde stellenweise in Steinbrüchen Granit abgebaut. Bereits früh im 20. Jahrhundert erkannte man die Notwendigkeit, die einmalige Landschaft vor weiterer Ausbeutung zu schützen. Von den menschlichen Eingriffen ist heute, da das Gebiet unter Naturschutz steht, nur noch relativ wenig zu bemerken. Eine geologische Besonderheit des Parks stellen seine Karste und Höhlen (im Bereich von Takaka Hill und Canaan Downs) dar.
Neuseelands kleinster Nationalpark wurde 1942, 300 Jahre nach Abel Tasmans Landung, eingerichtet und nach dem Entdecker benannt. Unter den Besuchern des Parks ist besonders der 51 km lange Küsten-Wanderweg (Abel Tasman Coastal Track) beliebt. Eine andere populäre Art, den Abel-Tasman-Nationalpark zu erkunden, ist eine Kajaktour entlang der Küste. Ausgangspunkte für die meisten Touren sind die Orte Marahau und Totaranui, das südliche und nördliche Ende des Küsten-Wanderwegs. Im Jahr 2004 besuchten 184.000 Besucher den Park, was ihn zu einem der meistbesuchten Nationalparks Neuseelands macht.
Das vor der Küste des Abel-Tasman-Nationalparks liegende Meer wird seit 1993 durch das unmittelbar angrenzende 18,35 km² große Meeresschutzgebiet Tonga Island Marine Reserve streng geschützt.
Westlich vom Nationalpark, aber dazugehörend, erinnert das Abel Tasman Monument an die Entdeckung Neuseelands & den ersten Kontakt zwischen Māori und Europäern am 18. Dezember 1642.

## Bildergalerie

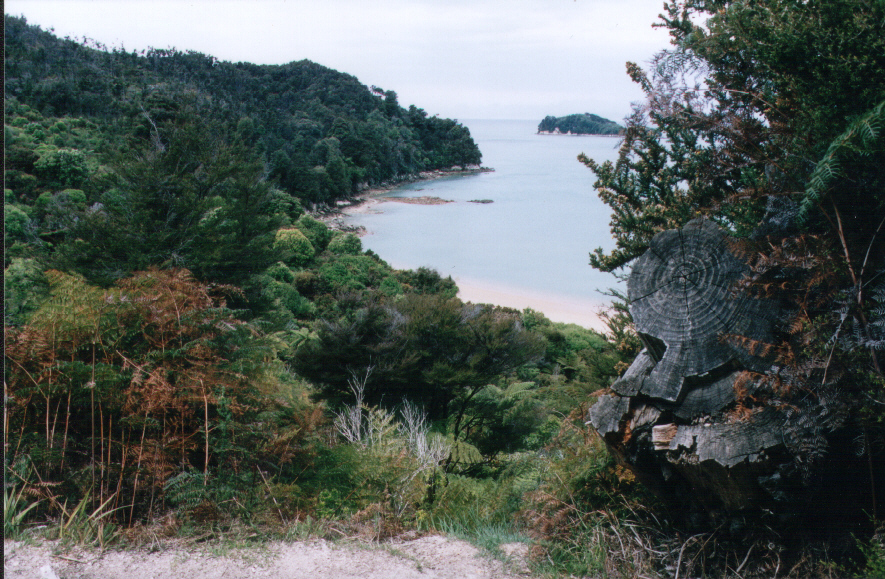
Ein Küstenabschnitt im Abel-Tasman-Nationalpark
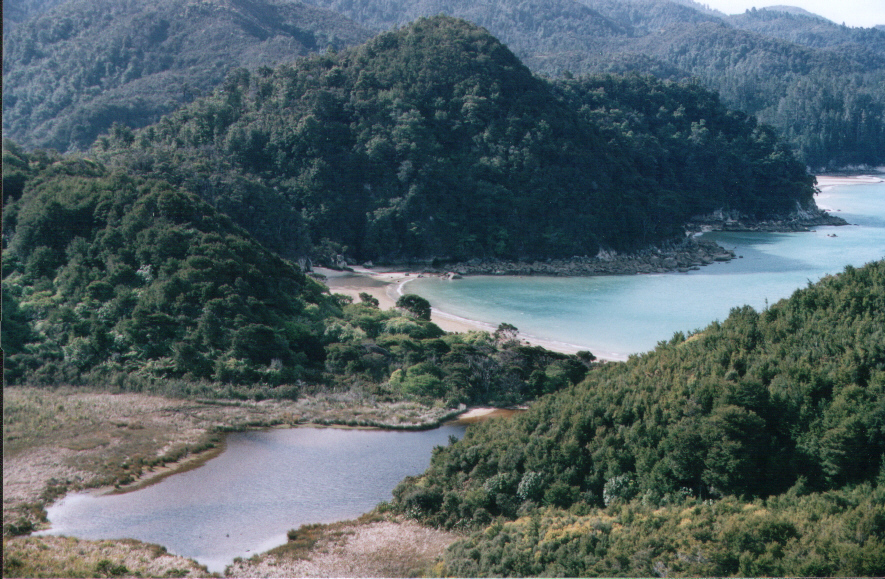
Stille Buchten auf dem Weg …
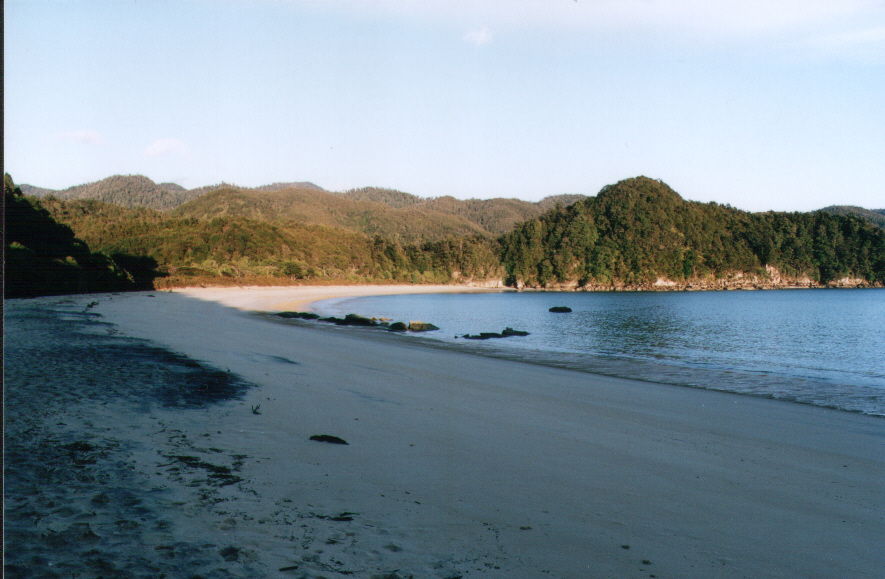
… und einsame Strände
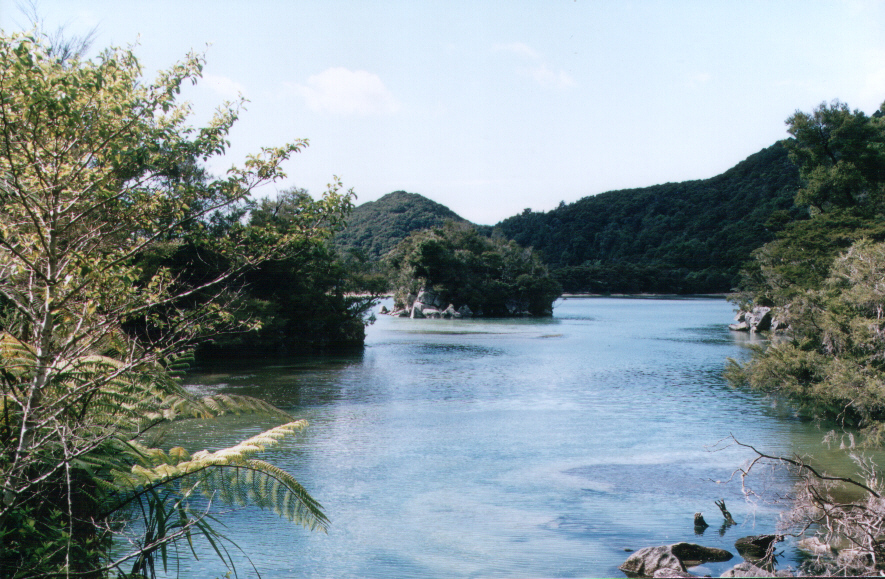
Das Torrent Inlet (zeitweise geflutete Bucht)
Blick auf Tonga Island
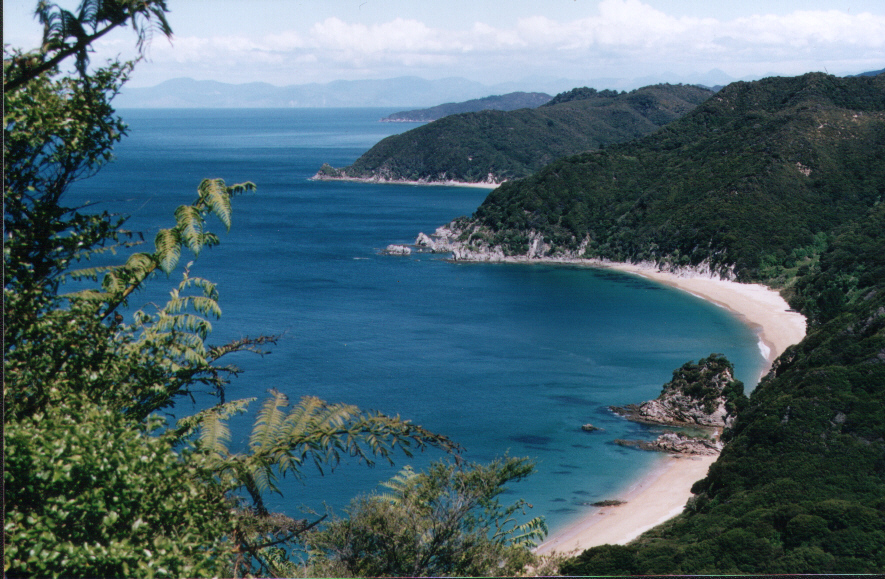
Blick auf Anapai Bay
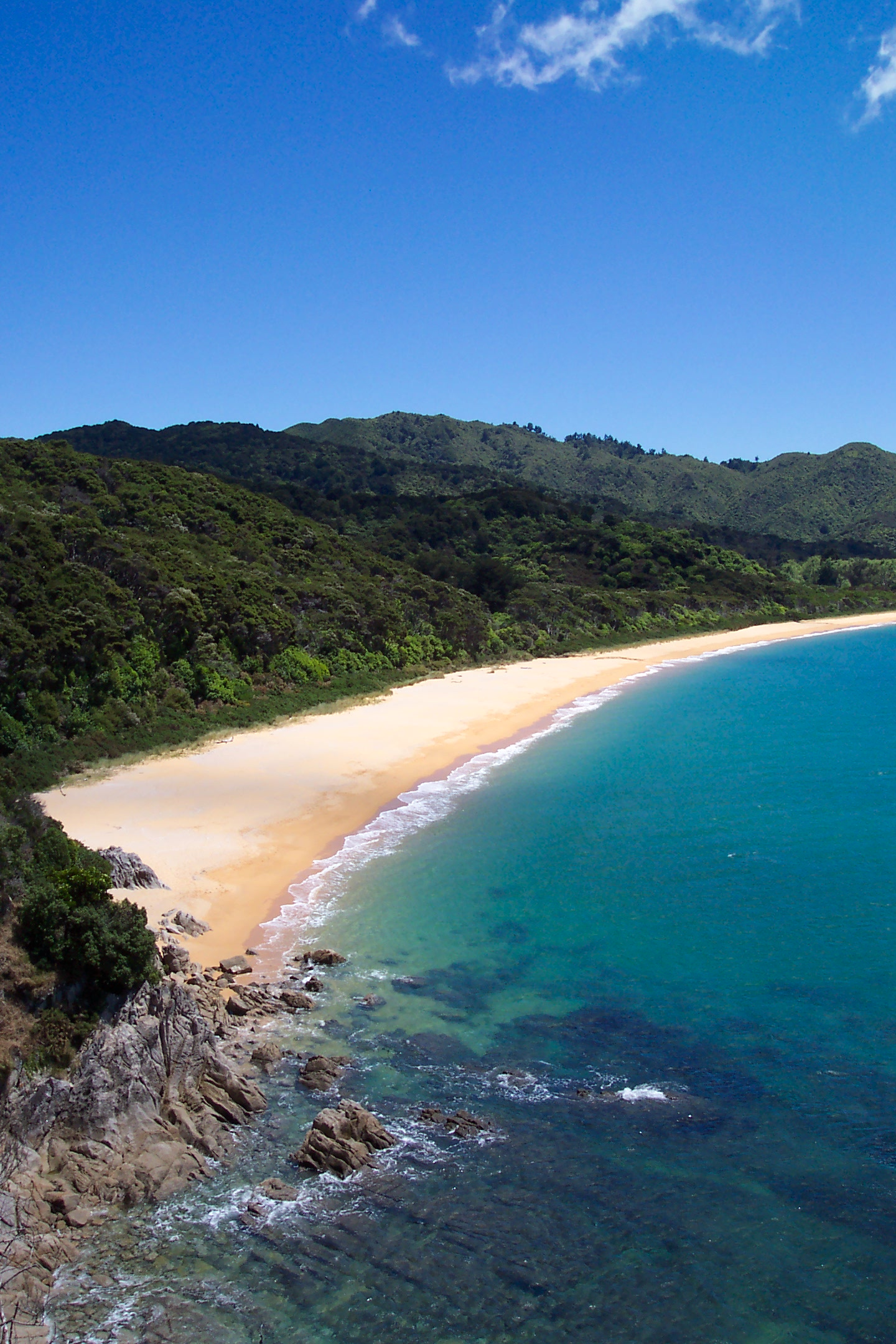
Nahe Totaranui
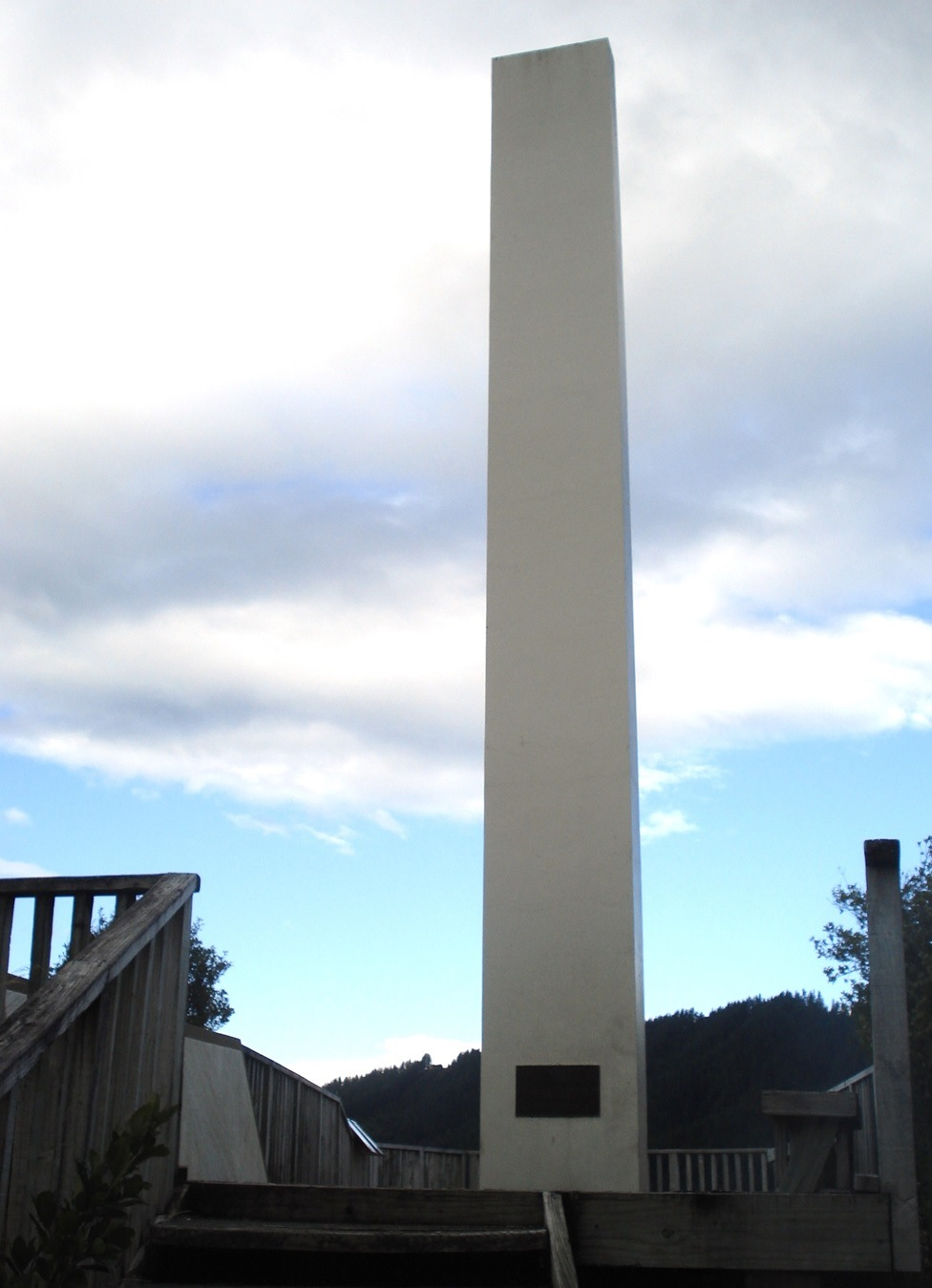
Das Abel Tasman Monument bei Tarakohe